# Rhacophorinae
Rhacophorinae é uma sub-família de anfíbios anuros da família Rhacophoridae.

## Géneros
- Chirixalus Boulenger, 1893
- Chiromantis Peters, 1854
- Feihyla Frost et al., 2006 [1]
- Kurixalus Ye, Fei, & Dubois In Fei, 1999
- Nyctixalus Boulenger, 1882
- Philautus Gistel, 1848
- Polypedates Tschudi, 1838
- Rhacophorus Kuhl & Hasselt, 1822
- Theloderma Tschudi, 1838